# Carlos González (basquetebolista)
Carlos E. González Gallo (local de nascimento desconhecido, 1930) é um ex-basquetebolista uruguaio que integrou a Seleção Uruguaia na conquista da Medalha de bronze disputada nos XVI Jogos Olímpicos de Verão de 1956 realizados em Melbourne, Austrália.